# Lista de personalidades sepultadas no cemitério de Montmartre
Esta é uma lista com as personalidades sepultadas no cemitério de Montmartre.

## A
- Adolphe Adam (1803-1856), compositor
- Charles-Valentin Alkan (1813-1888), compositor
- André-Marie Ampère (1775-1836), físico

## B
- Michel Berger (1947-1992), compositor, cantor
- Hector Berlioz (1803-1869), compositor[1]
- Lili Boulanger (1893-1918), compositor
- Nadia Boulanger (1887-1979), compositora, pianista e pedagoga musical
- Marcel Boussac (1889-1980), empreendedor
- Victor Brauner (1903-1966), pintor
- Václav Broík (1851-1901), pintor
- Alfred Arthur Brunel de Neuville (1852-1941), pintor

## C
- Moïse de Camondo (1860-1935), banqueiro
- Nissim de Camondo (1892-1917), banqueiro

- Fanny Cerrito (1817-1909), bailarina
- Jacques Charon (1920-1975), ator
- Théodore Chassériau (1819-1856), pintor
- Henri-Georges Clouzot (1907-1977) diretor e roteirista
- Véra Clouzot (1913-1960}, atriz
- Marie-Antoine Carême (1785-1855), chefe de cozinha

## D
- Dalida (1933-1987), cantora e atriz[2]
- Jean-Baptiste Debret (1768-1848), pintor
- Edgar Degas (1834-1917), pintor e escultor
- Léo Delibes (1836-1891), compositor
- Maria Deraismes (1828-1894), ativista feminista
- Narcisse Virgilio Diaz (1808-1876), pintor
- Maxime Du Camp (1822-1894), autor
- Alexandre Dumas, filho (1824-1895), romancista[2]
- Marie Duplessis (1824-1847), cortesã francesa

## F
- Léon Foucault (1819-1868), cientista
- Renée Jeanne Falconetti (1892-1946), atriz
- Charles Fourier (1772-1837), socialista utópico
- Carole Fredericks (1952-2001) cantora

## G
- Pauline Viardot-García (1821-1910), cantora lírica, compositora
- Théophile Gautier (1811-1872), poeta, romancista
- Jean-Léon Gérôme (1824-1904), pintor
- Amédée Gordini (1899-1979), empreendedor
- Jean-Baptiste Greuze (1725-1805), artista
- Lucien Guitry (1860-1925), ator
- Sacha Guitry (1885-1957), ator/diretor[1]

## H
- Fromental Halévy (1799-1862), compositor
- Heinrich Heine (1797-1856), poeta alemão
- Fanny Heldy (1888-1973), soprano belga
- Jacques Ignace Hittorff (1792-1867), arquiteto

## J
- Maurice Jaubert (1900-1940), compositor, condutor
- André Jolivet (1905-1974), compositor
- Marcel Jouhandeau (1888-1979), autor
- Louis Jouvet (1887-1951), ator
- Anna Judic (1850-1911), atriz e cantora

## K
- Friedrich Kalkbrenner (1784-1849), pianista, compositor
- Marie Pierre Koenig (1898-1970), marechal-de-campo
- Joseph Kosma (1905-1969), compositor

## L
- Dominique Laffin (1952-1985), atriz
- Charles Lamoureux (1834-1899), violinista
- Jean Lannes (1769-1809), marechal
- Pierre Leonard Laurescisoue (1797-1880), arquiteto
- Frédérick Lemaître (1800-1876), ator
- Emma Livry (1842-1863), bailarina

## M
- Aimé Maillart (1817-1871), compositor
- Mary Marquet (1895-1979), atriz
- Victor Massé (1822-1884), compositor
- Auguste de Montferrand (1786-1858), arquiteto
- Gustave Moreau (1826-1898), pintor
- Henri Murger (1822-1861), romancista
- Musidora (Jeanne Roques) (1889-1957), atriz

## N

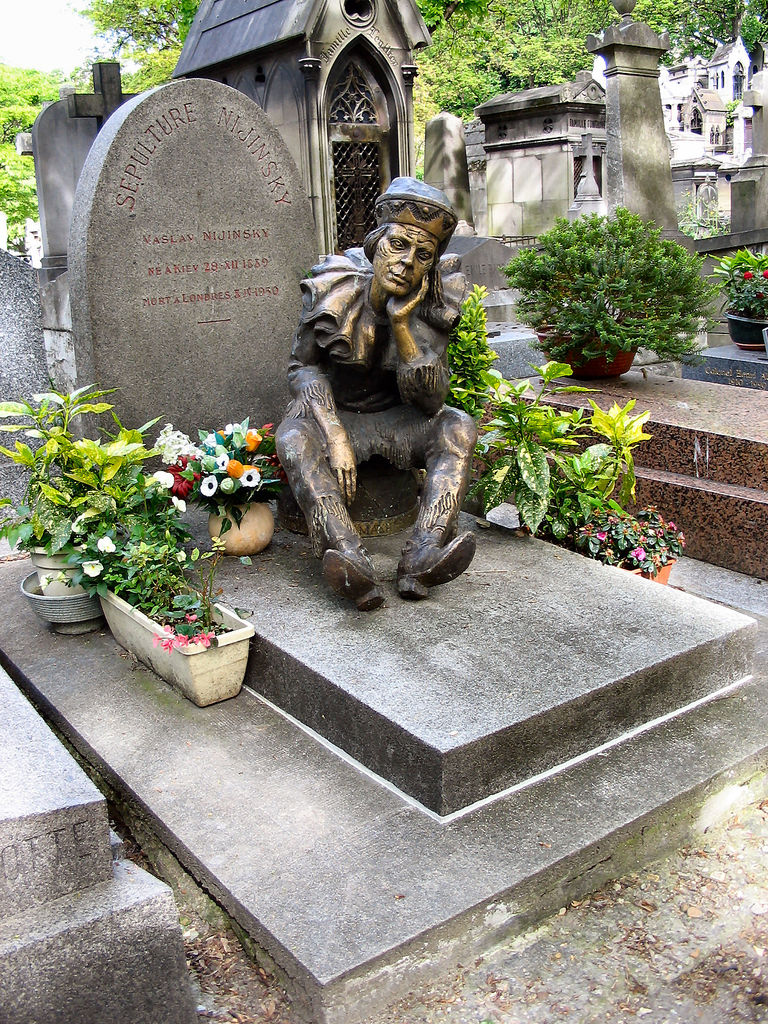
Túmulo do Vaslav Nijinsky. A estátua mostra Nijinsky como o boneco Petrouchka.

- Vaslav Nijinsky (1890-1950), bailarino
- Adolphe Nourrit (1802-1839), tenor

## O
- Jacques Offenbach (1819-1880), compositor
- Georges Ohnet (1848-1919), escritor

## P
- Théophile-Jules Pelouze (1807-1867), químico
- Jacob Rodrigues Péreire (1715-1780), educador
- Francis Picabia (1879-1953), pintor
- Alphonsine Plessis (1824-1847), "Dama das Camélias"
- Patrick Pons (1952-1980), piloto de automóveis
- Pierre Alexis Ponson du Terrail (1829-1871), romancista
- Jean Le Poulain (1924-1988), ator
- Francisque Poulbot (1879-1946), pintor e ilustrador
- Olga Preobrajenska (1871-1962), bailarina

## Q
- Valérie Quennessen (1957-1989), atriz francesa

## R
- Salomon Reinach (1858-1932), arqueólogo
- Ernest Renan (1823-1892), escritor
- Jacques Rigaut (1898-1929), poeta

## S
- Henri Sauguet (1901-1989), compositor
- Adolphe Sax (1814-1894), inventor do saxofone
- Ary Scheffer (1795-1858), pintor
- Philippe Paul, comte de Ségur (1780-1873), historiador
- Juliusz Słowacki (1803-1849), poeta
- Fernando Sor (1778-1839), compositor e violinista
- Alexandre Soumet (1788-1845), poeta
- Stendhal (Marie-Henri Beyle) (1783-1842), escritor[3]
- Claude Simon (1913-2005), escritor

## T
- Marie Taglioni (1804-1884), bailarina
- Ludmilla Tcherina (1924-2004), dançarina, atriz e pintora
- Ambroise Thomas (1811-1896), compositor
- Constant Troyon (1810-1865), pintor
- François Truffaut (1932-1984), cineasta[2]

## V
- Pierre-Jean Vaillard (1918-1988), ator
- Horace Vernet (1789-1863), pintor
- Auguste Vestris (1760-1842), dançarino
- Gaëtan Vestris (1729-1808), dançarino
- Alfred de Vigny (1797-1863), poeta e romancista
- Jean Baptiste Vuillaume (1798-1875), luthier

## W
- René Waldeck-Rousseau (1846-1904), político
- Georges Fernand Isidore Widal (1862-1929), bacteriologista
- Louise Weber, La Goulue (1866-1929) dançarina

## Z
- Émile Zola (1840-1902), escritor (restos mortais transferidos para o Panthéon)[2]